# Sophorose
Le sophorose est un diholoside présent dans la nature. Il est constitué de deux unités de glucose reliées par une liaison osidique  β(1→2). C'est un isomère du maltose et du saccharose.
Le sophorose a été isolé en 1938 à partir de la gousse immature de l'arbre Sophora japonica, d'où il tire son nom, sous forme d'hétéroside, le kaempférol-sophoroside. Il est aussi présent dans diverses plantes telles que le Stevia rebaudiana et il est produit par divers microorganismes du type Acetobacter. Le sophorose est obtenu par l'hydrolyse d'hétérosides tels que le stévioside et le kaempférol-sophoroside.
Le sophorose est associé avec de nombreux flavonoïdes nommés flavonoïde-sophorosides (anthocyanes et flavones) ainsi que des lipides nommés sophorolipides.
Les sophorolipides sont des biotensioactifs connus depuis 1961, principalement produits par des microorganismes de type Candida.